# Liste des avions militaires des années 1970 à la fin du XXe siècle

Cet article contient une liste des avions militaires des années 1970 à la fin du XXe siècle. La listes 1 est classée selon l'ordre alphabétique des pays.

## Allemagne
Avions d'attaque et de défense

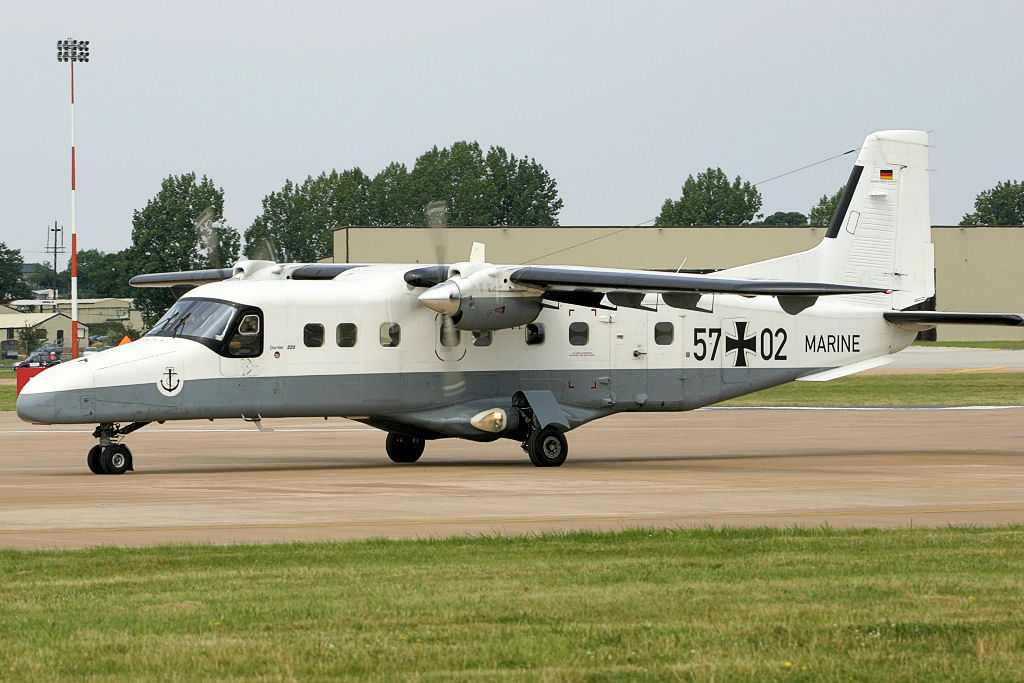
Dornier 228

- Soukhoï Su-7  (retiré du service en 1993)
- Mikoyan Gourevitch MiG-21  (retiré du service en 1993)
- Mikoyan Gourevitch MiG-23  (retiré du service en 1993)
- Mikoyan Gourevitch Mig-29 (retiré du service en 2003)
- FIAT G-91 (retiré du service en 1982)
- Lockheed F-104G Starfighter  (retiré du service en 2004)
- McDonnell-Douglas F4-F Phantom II (retiré du service en 2013)
- Panavia Tornado IDS

Avions de reconnaissance et de guerre électronique
- Tornado ECR

Avions de transport
- Dornier Do 128
- Dornier 228
- Airbus A400M
- C-160 Transall (retiré du service en 2021)

Avions ravitailleurs
- Airbus A310 MRTT

Avions d'entraînement
- Messerschmitt-Bölkow-Blohm Flamingo
- Dornier Alpha Jet

## Canada
Avions d'attaque et de défense
- McDonnell-Douglas CF-188 Hornet

Avions de transport
- Lockheed CC-130 Hercules
- Boeing CC-177 Globemaster
- Bombardier CC-144 Challenger
- Bombardier Dash 8

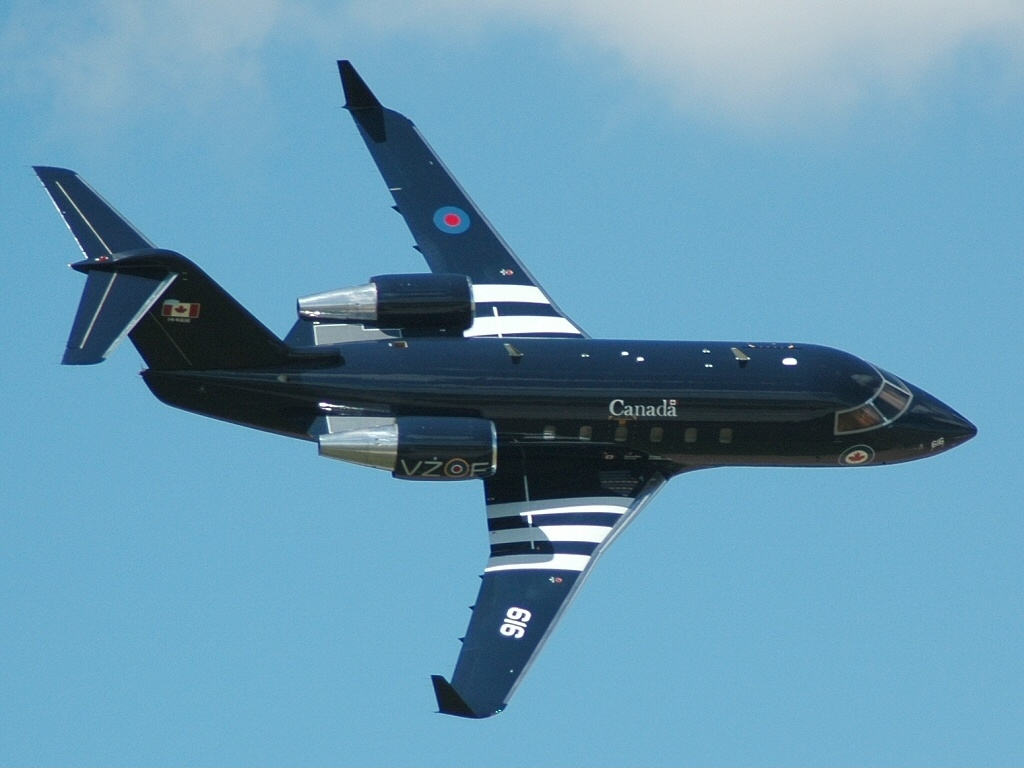
Bombardier CC-144 Challenger

- De Havilland Canada CC-115 Buffalo
- De Havilland Canada CC-138 Twin Otter
- De Havilland Canada DHC-5 Buffalo
- De Havilland Canada DHC-6 Twin Otter

Bombardier d'eau
- Bombardier CL-415
- Canadair CL-215

Avions ravitailleurs
- Airbus CC-150 Polaris
- Lockheed CP-140 Aurora

Avions de patrouille maritime
- Lockheed CP-140 Aurora

Avions de guerre électronique
- Avro Canada CF-100 Mk.5D (retiré en 1981 dans sa version guerre électronique)

## Chine

### République nationaliste de Chine

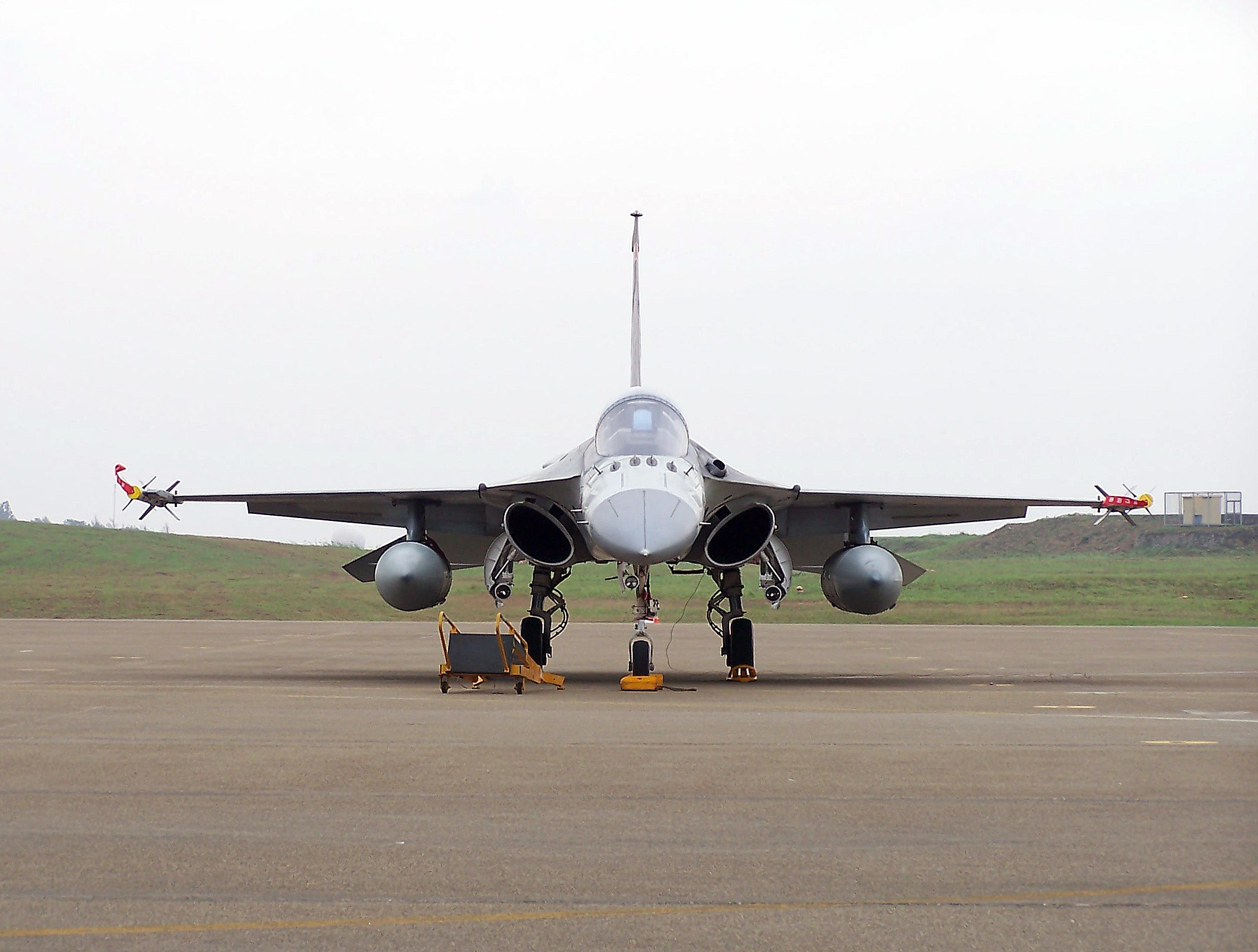
AIDC F-CK-1 Ching-Kuo

Chasseurs
- AIDC (en) F-CK-1 Ching-Kuo

Avions d'entraînement
- AIDC (en) AT-3 Tzu-Chiang
- AIDC (en) T-CH-1 Chung-Hsing

### République populaire de Chine
Attaque au sol

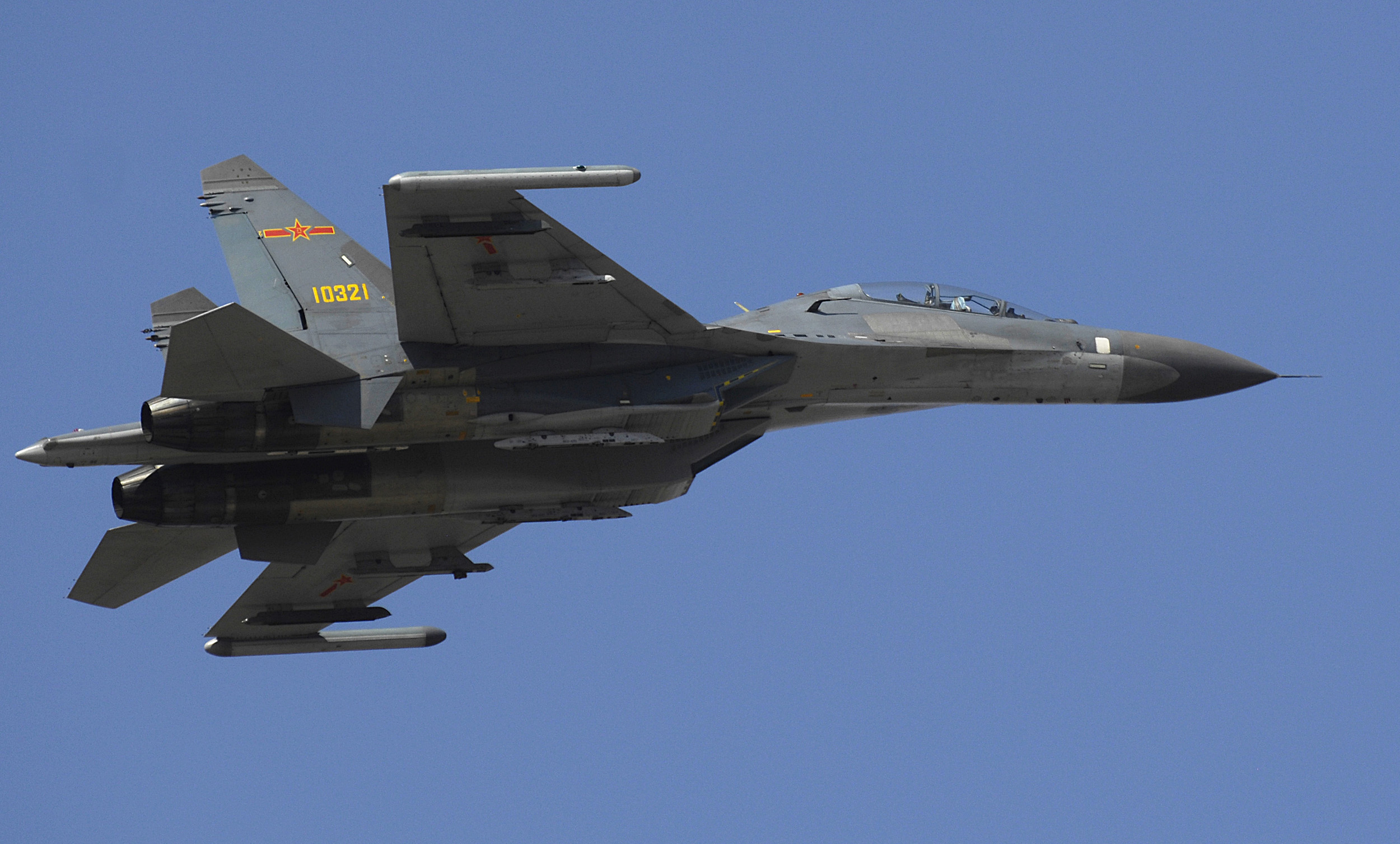
Shenyang J-11

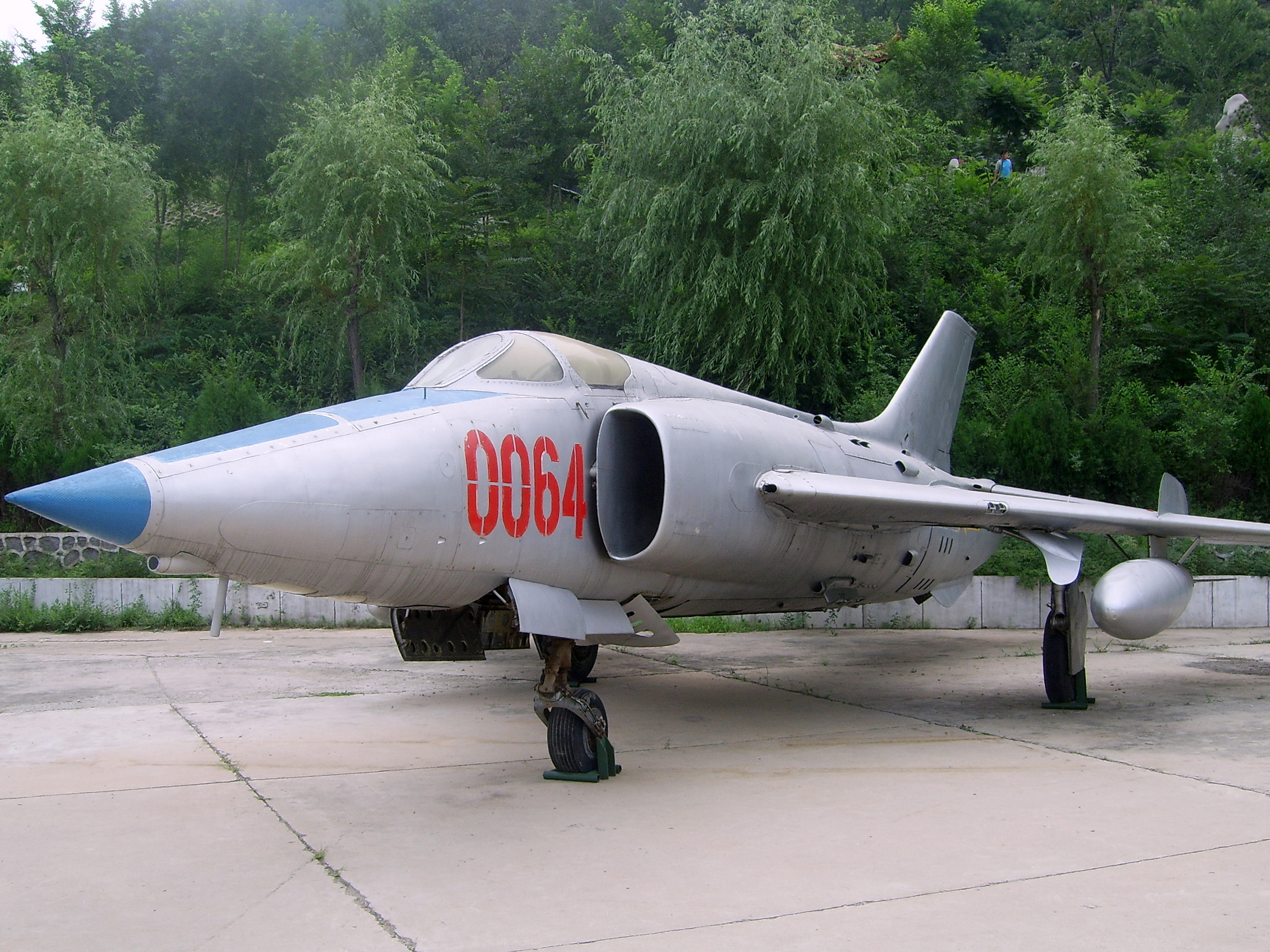
Nanchang Q-5

- Nanchang Q-5 / A-5 Fantan (version chinoise du MiG-19 Farmer)
- Xian JH-7 (FBC-1 à l'export)

Prototypes
- Chengdu J-9

Chasseurs
- Chengdu J-7 (F-7 à l'export, copies et dérivés du MiG-21)
- Shenyang J-8 Finback (F-8 à l'export, dérivé du MiG-21)
- Chengdu J-10 (F-10 à l'export)
- Shenyang J-11 (désignation du Su-27SK)
- Chengdu FC-1

Reconnaissance
- Shaanxi Y-8X

Transport
- Shaanxi Y-8 Cub (copie de l'An-12)
- Harbin Y-12

## Espagne
Avions d'attaque et de défense

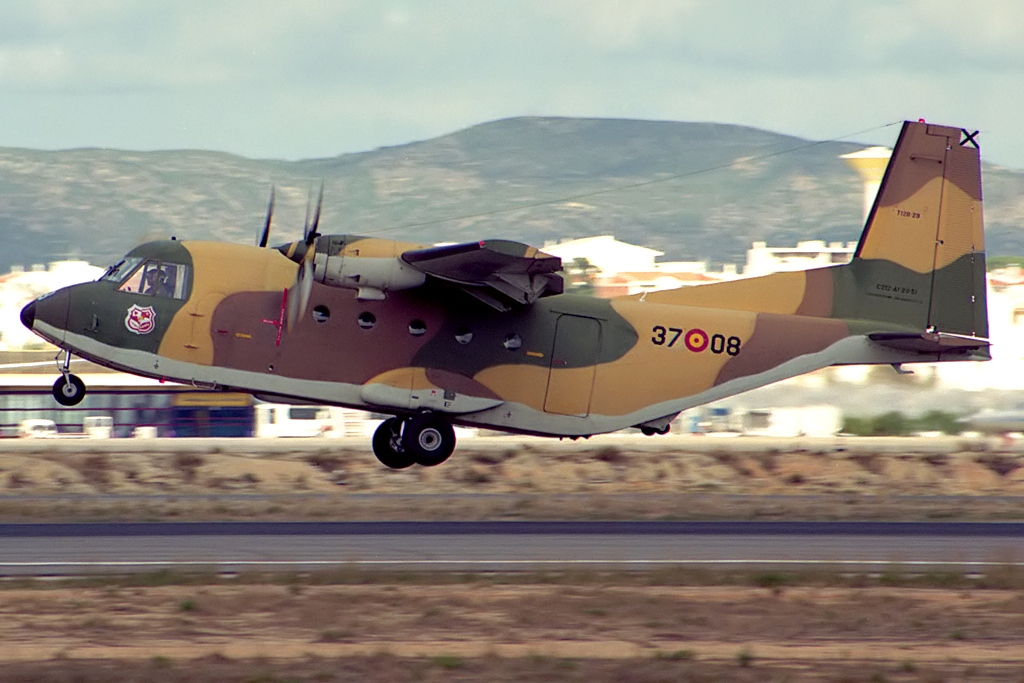
CASA C-212 Aviocar

- McDonnell-Douglas F4-C Phantom (retiré du service en 2002)
- McDonnell-Douglas F/A-18 Hornet A/B

Chasseurs embarqués VSTOL
- AV-8S Matador (revendus à la Thaïlande en 1997)
- McDonnell Douglas AV-8B Harrier II

Avions d'entraînement
- CASA C-101 Aviojet

Avions de transport
- CASA C-212 Aviocar
- CASA CN-235
- CASA C-295

Système de détection et de commandement aéroporté
- CASA C-295 AEW

## États-Unis
Attaque au sol

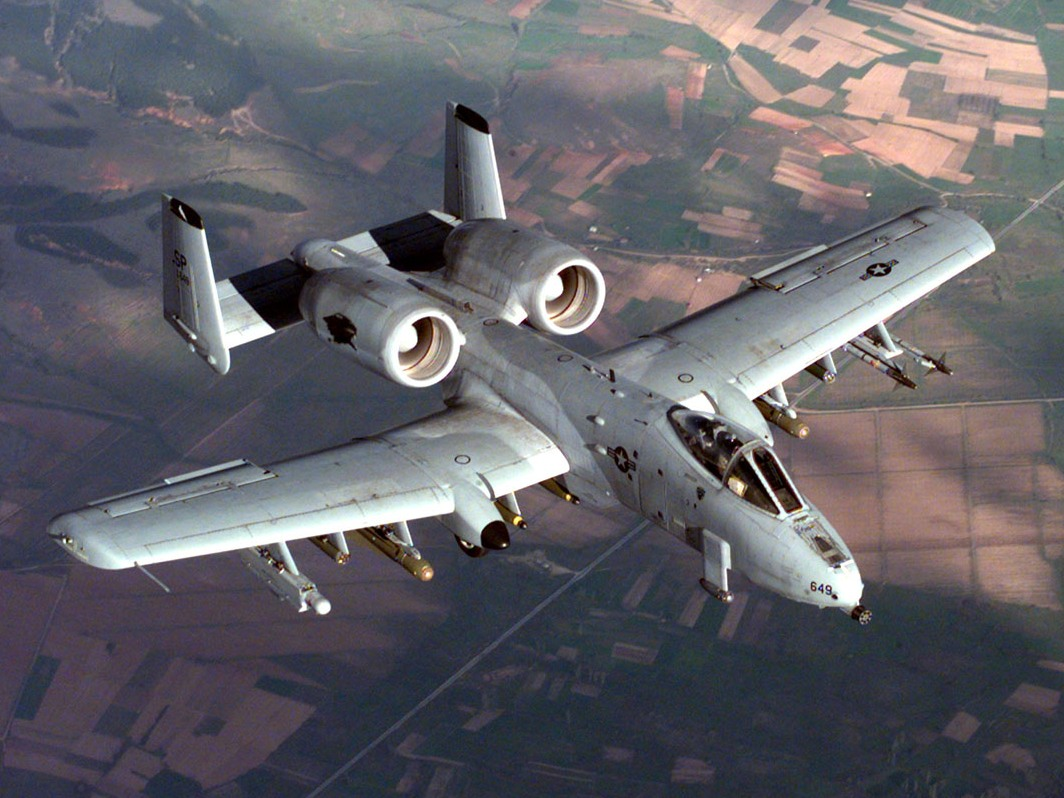
L'A-10, avion d'appui des troupes, est un avion extrêmement robuste

- Lockheed Martin F-117 Night Hawk (retiré du service en 2008)
- Fairchild A-10 Thunderbolt II

Prototypes
- Northrop YF-17 Cobra
- Northrop YF-23 Black Widow II

Bombardiers
- Boeing B-52 Stratofortress
- General Dynamics F-111 Aardvark  (retiré du service en 1996)
- Northrop B-2 Spirit (avion furtif)
- Rockwell B-1 Lancer

Chasseurs
- General Dynamics F-16 Falcon
- Grumman F-14 Tomcat (retiré du service en 2006)
- McDonnell-Douglas F4-C Phantom (retiré du service en 2004)
- McDonnell Douglas F-15 Eagle
- McDonnell Douglas F/A-18 Hornet
- Northrop F-5 Tiger II (retiré du service en 2023)

Poste de commandement
- Boeing E-4

Reconnaissance
- Lockheed U2
- Lockheed SR-71 Blackbird (retiré du service en 1998)

Transport
- Grumman C-2 Greyhound
- Lockheed C-5 Galaxy
- Lockheed C-130 Hercules
- Lockheed C-141 Starlifter (retiré du service en 2006)
- McDonnell Douglas C-17 Globemaster III

Guerre électronique
- General Dynamics EF-111A Raven (retiré du service en 1998)
- Grumman EA-6 Prowler (retiré du service en 2019)

Système de détection et de commandement aéroporté (AWACS)
- Boeing E-3 Sentry
- Lockeed Constellation

## Europe
Avion d'attaque au sol

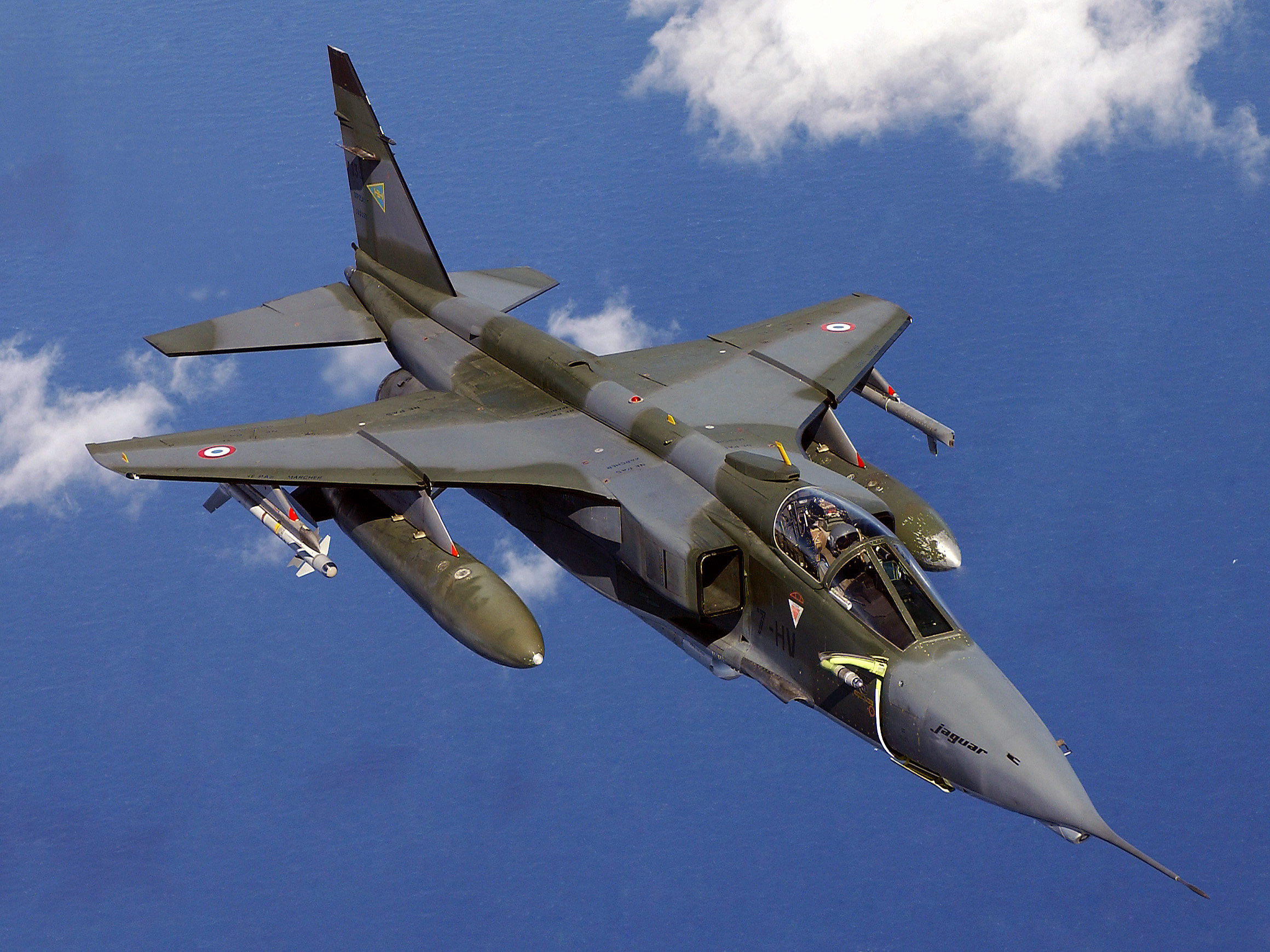
Le Jaguar

- SEPECAT Jaguar (France - Royaume-Uni)
- Panavia Tornado IDS (Royaume-Uni - Allemagne - Italie)
- Panavia Tornado ECR (Royaume-Uni - Allemagne - Italie)

Avions de chasse et de défense
- Panavia Tornado ADV (Royaume-Uni - Allemagne - Italie)

Chasseurs embarqués VSTOL
- BAe Sea Harrier (Royaume-Uni - Etats-Unis)

Avion de Transport
- Transport Allianz C-160 Transall (France - Allemagne)
- Lockheed C-130 (Autriche - Belgique - Espagne - Grèce - Italie - Pays-Bas - Portugal)

Avion d'entraînement
- Dassault-Dornier Alpha Jet (France - Allemagne)

## France
Attaque au sol

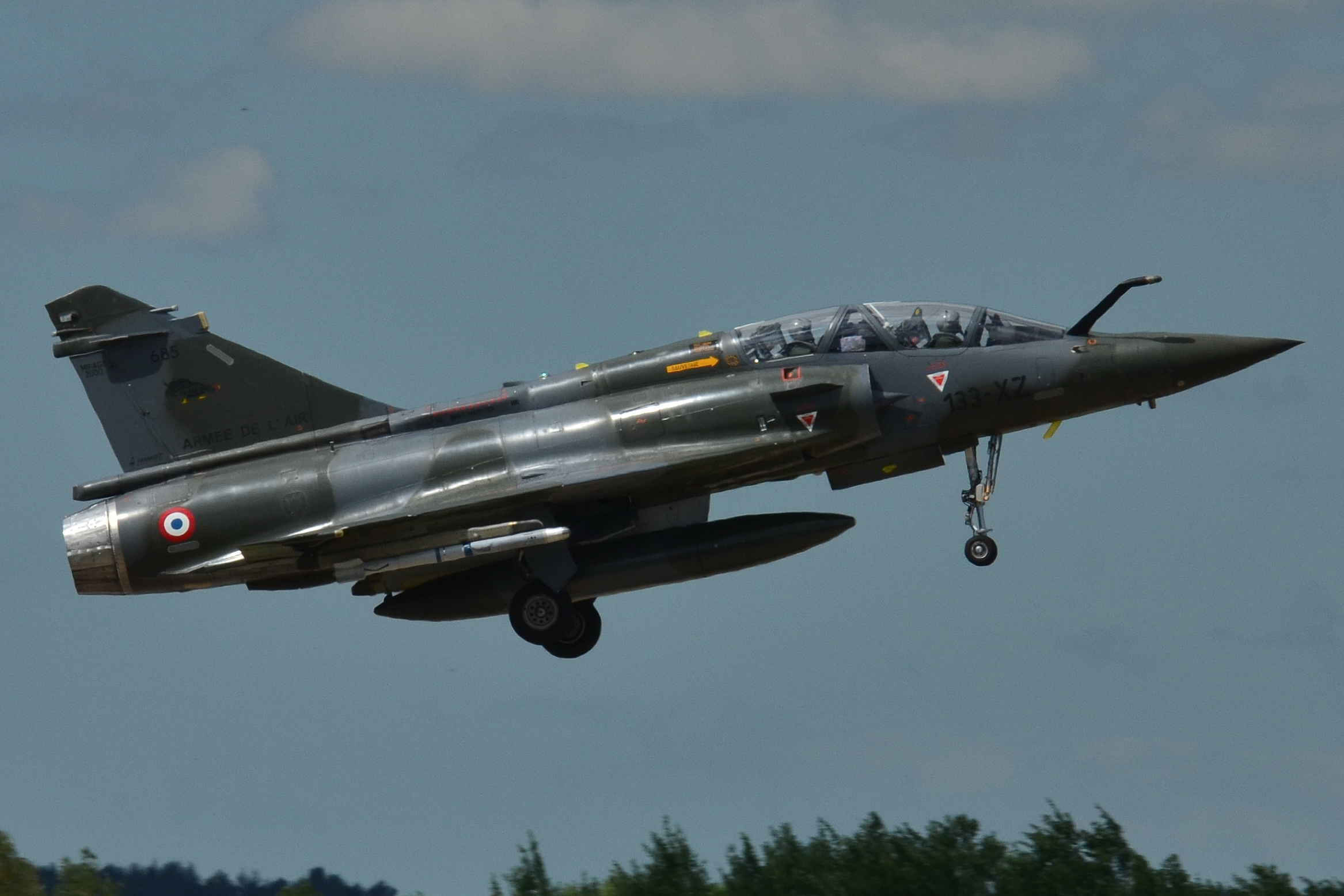
Mirage 2000D de l'Armée de l'Air

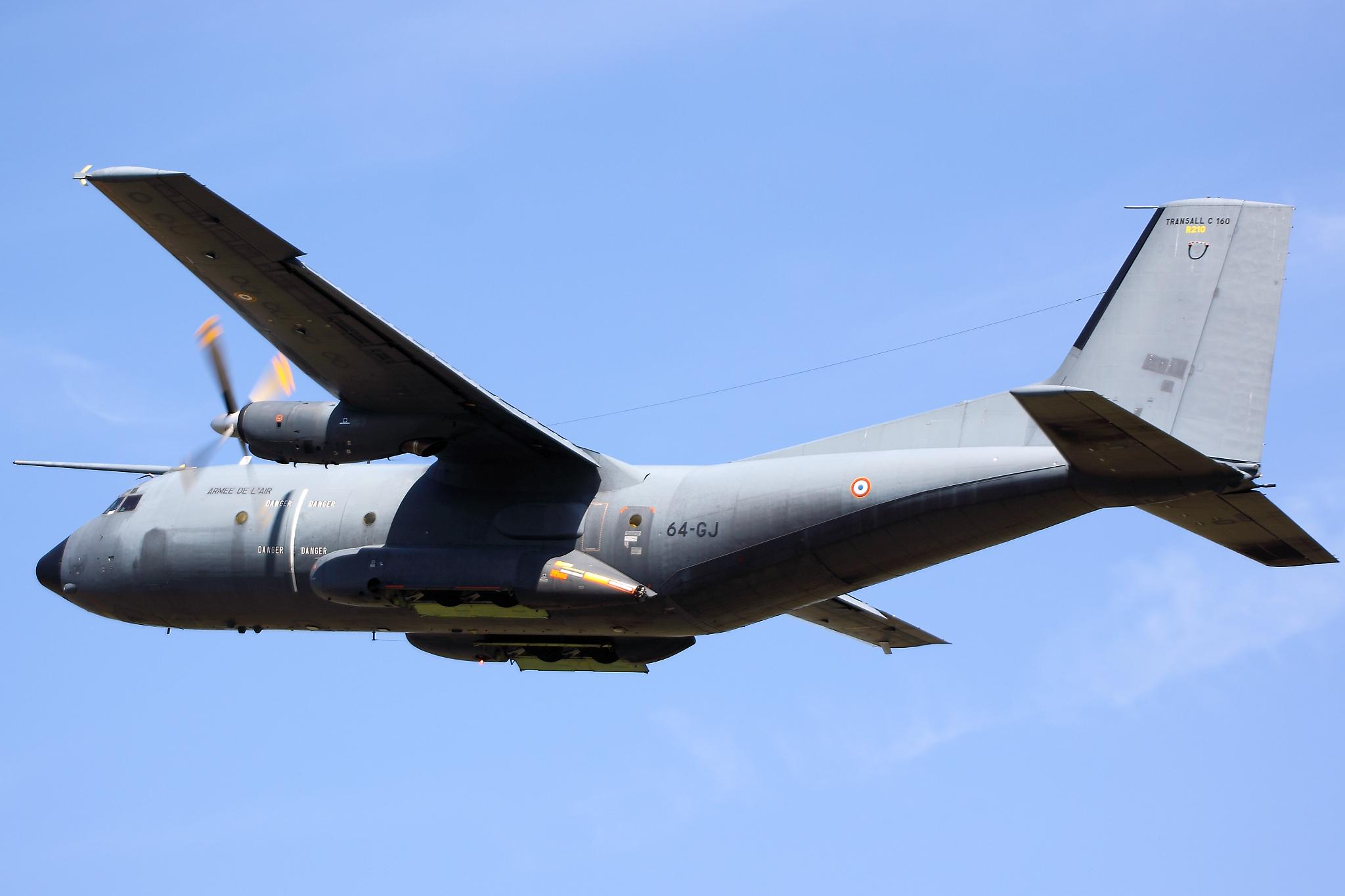
C-160 Transall de l'Armée de l'Air

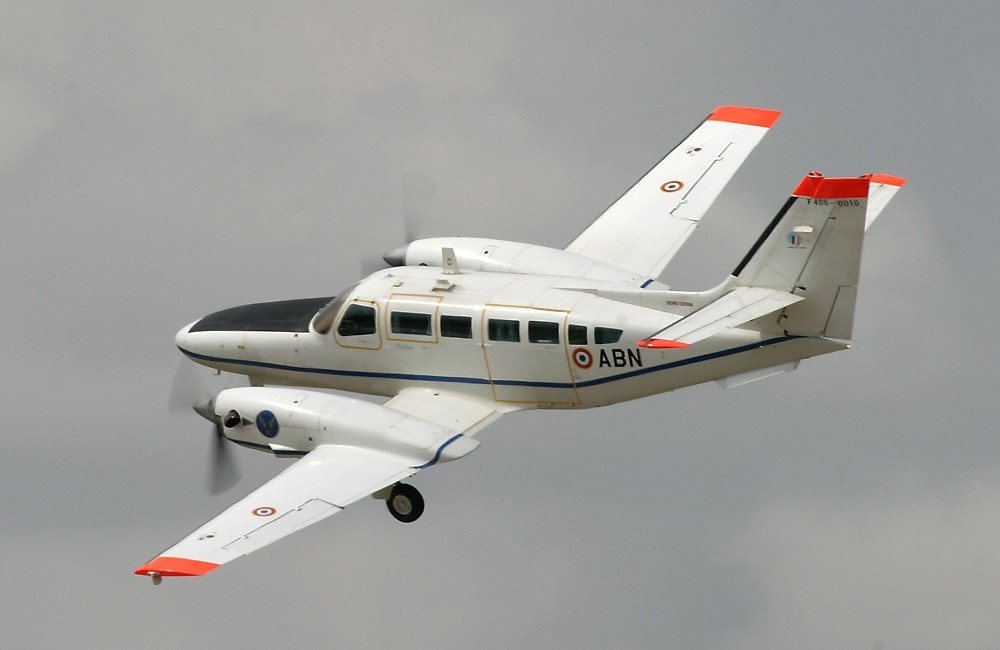
F406 Caravan II de l'Armée de Terre

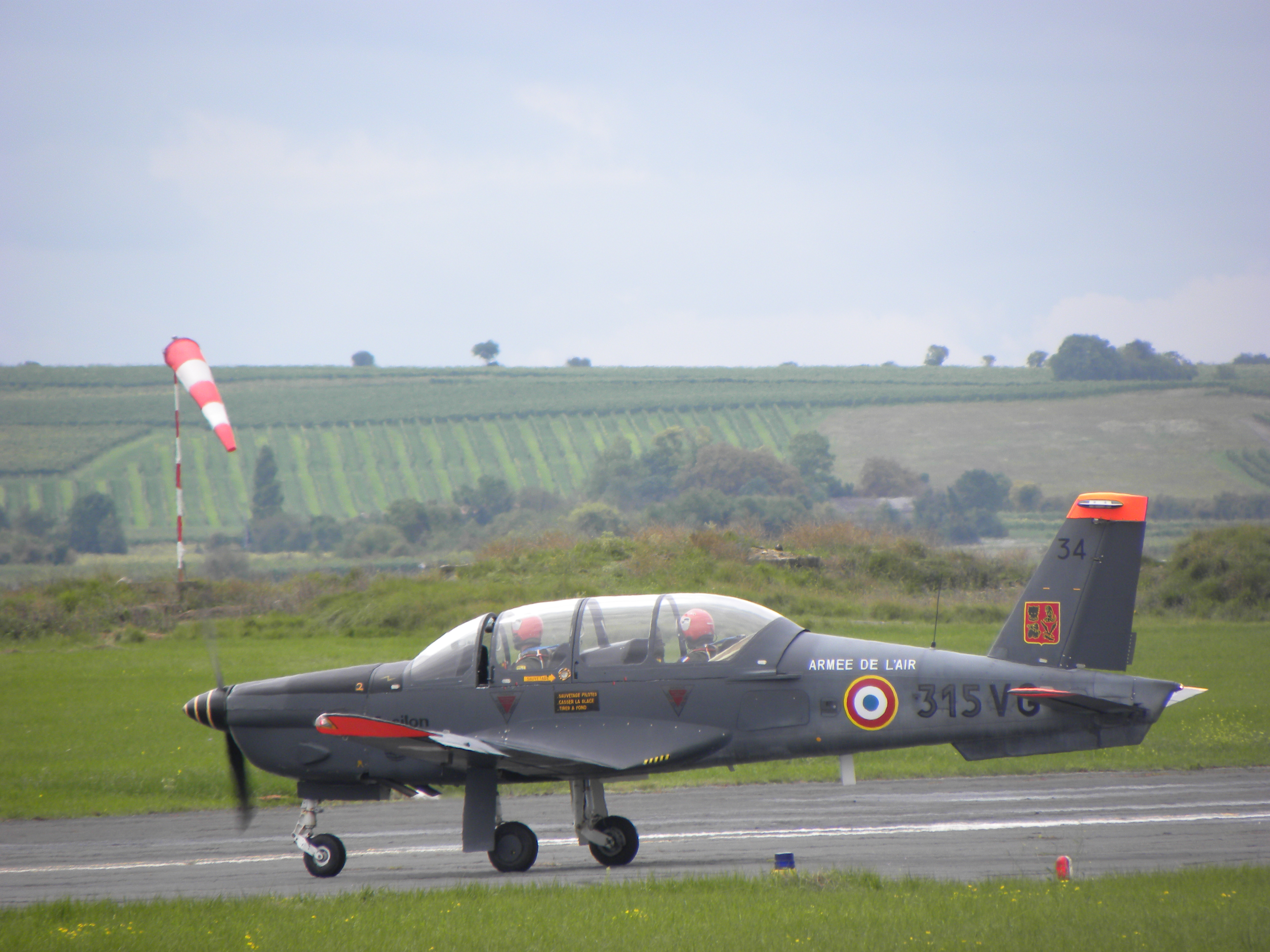
TB-30 Epsilon de l'Armée de l'Air

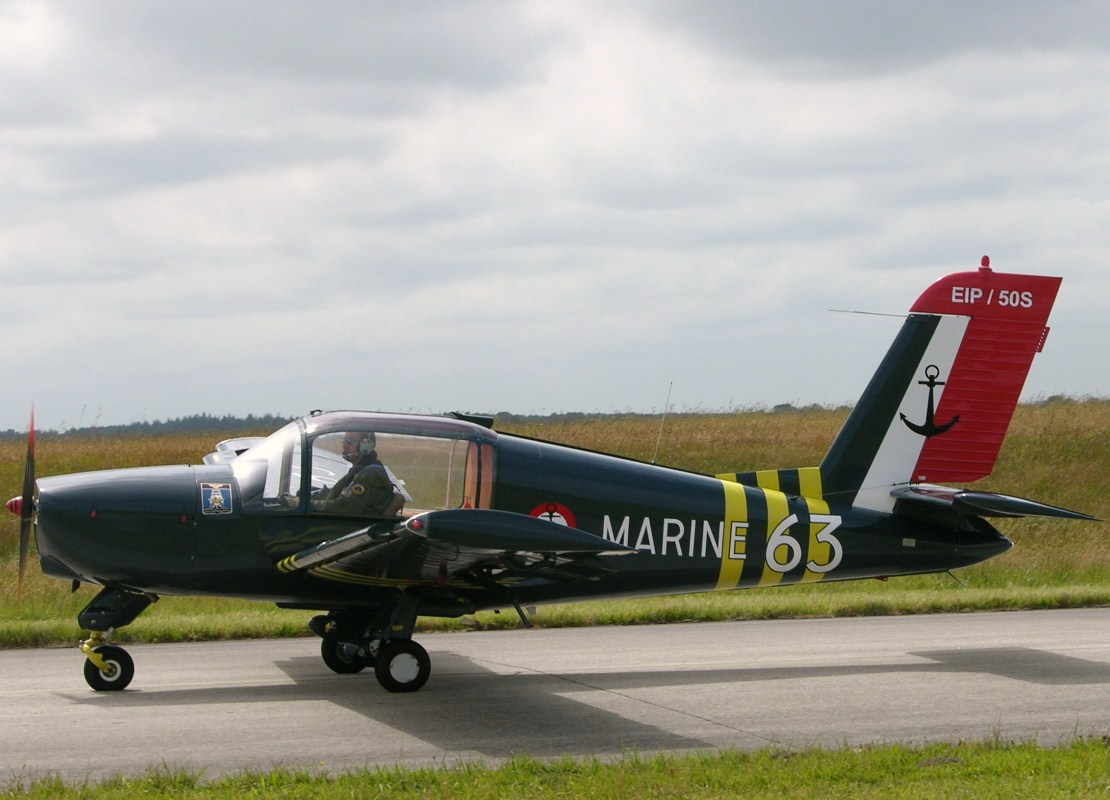
Rallye de la Marine Nationale

- Dassault Mirage 5 (retiré du service en 1994)
- SEPECAT Jaguar (retiré du service en 2005)

Bombardiers
- Dassault Mirage IV (retiré du service en 2005)

Chasseurs embarqué
- Dassault Super-Étendard (retiré du service en 2016)

Chasseurs
- Dassault Mirage III (retiré du service en 1994)
- Dassault Mirage F1 (retiré du service en 2012)
- Dassault Mirage 2000

Avion de reconnaissance
- Dassault Mirage IIIR (retiré du service en 1994)
- Dassault Mirage F1-CR (retiré du service en 2014)
- Aerospatiale N262E (retiré du service en 2009)
- Dassault Étendard IV-P (retiré du service en 2000)

Avion de surveillance
- Dassault Falcon 50M
- Dassault Falcon 200 Gardian

Avion de guerre électronique
- Transport Allianz C-160G Gabriel

Avion d'entraînement
- Dassault Alpha Jet
- Socata TB-30 Epsilon
- Dassault Falcon 10MER
- Mudry Cap 10
- Socata Rallye

Avion de transport
- Dassault Falcon 50
- Dassault Falcon 900
- Dassault Falcon 2000
- Dassault Falcon 7X
- Dassault Mystère 20
- Sud-Aviation Caravelle
- Transport Allianz C-160 Transall (retiré du service en 2022)
- F406 Caravan II

Avion de patrouille maritime
- Breguet Br.1050 Alizé (retiré du service en 2000)
- Breguet Br.1150 Atlantic
- Dassault Atlantique 2

## Israël
Chasseurs

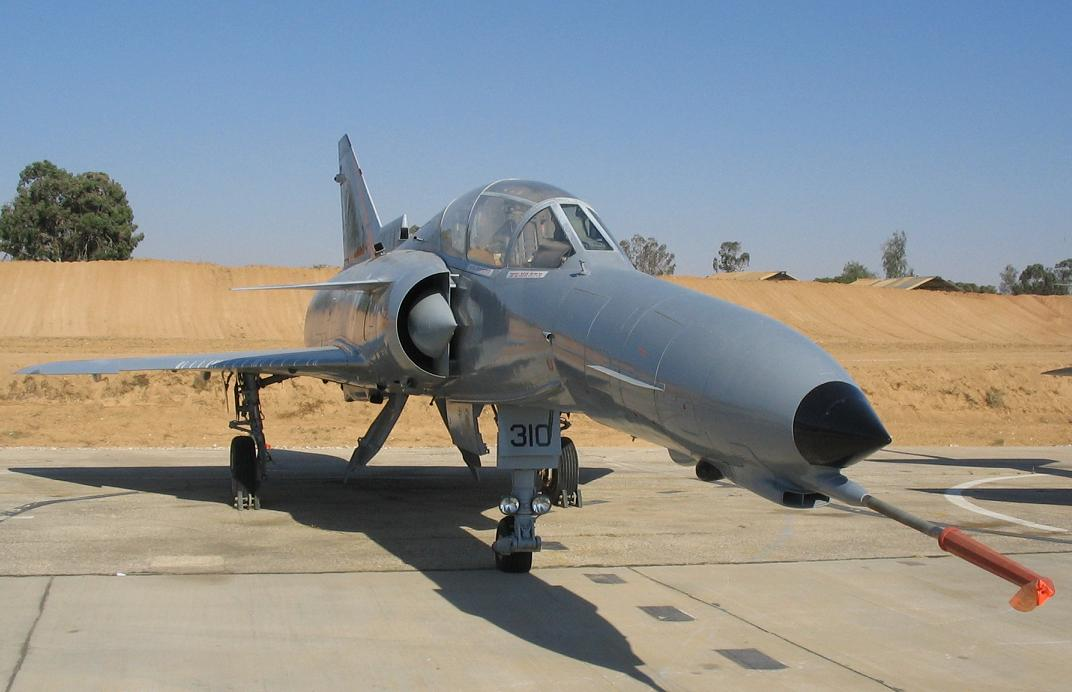
IAI Kfir

- IAI Kfir (retiré du service en 1996)
- IAI Kurnass 2000 (retiré du service en 2004)
- IAI Nesher (revendu à l'Argentine au début des années 80)

Avions de transport
- IAI Arava

Avions de reconnaissance et de guerre électronique
- IAI Phalcon
- IAI Sea Scan

Prototypes
- IAI Lavi

## Italie
Avions d'attaque et de défense

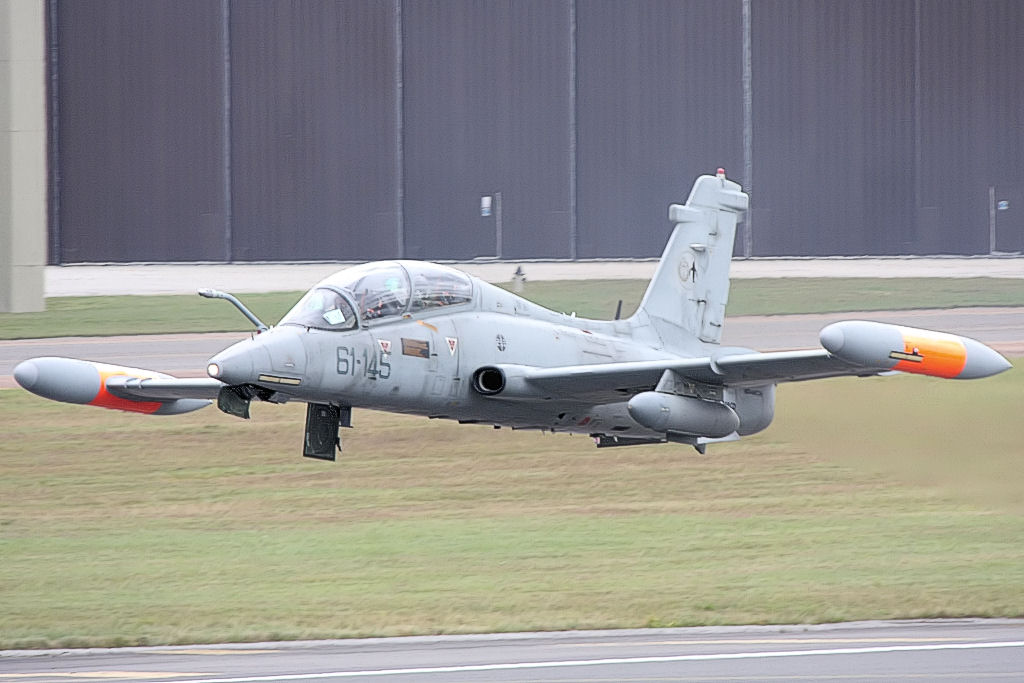
Aermacchi MB-339

- FIAT G-91 (retiré du service en 1999)
- Lockheed F-104G Starfighter
- Aeritalia F-104S Starfighter  (retiré du service en 2004)
- Panavia Tornado IDS

Avion de guerre électronique et de reconnaissance
- Piaggio-Douglas PD-808 (retiré du service en 2003)
- Gulfstream III (retiré du service en 2002 et en 2003)
- Tornado ECR

Avions d'attaque
- Aeritalia-Aermacchi-Embraer AMX
- Tornado ADV (retiré du service en 2004)

Chasseurs embarqués VSTOL
- McDonnell Douglas AV-8B Harrier II

Avions d'entraînement
- Aermacchi MB-326  (retiré du service en 1990)
- Aermacchi MB-339
- SIAI Marchetti S.211
- SIAI Marchetti SF.260

Avions de transport
- Aermacchi AM.3 (retiré du service en 1992)
- Alenia G.222 (retiré du service en 2005)
- Lockheed C-130H Hercules (retiré du service en 2004)

## Japon

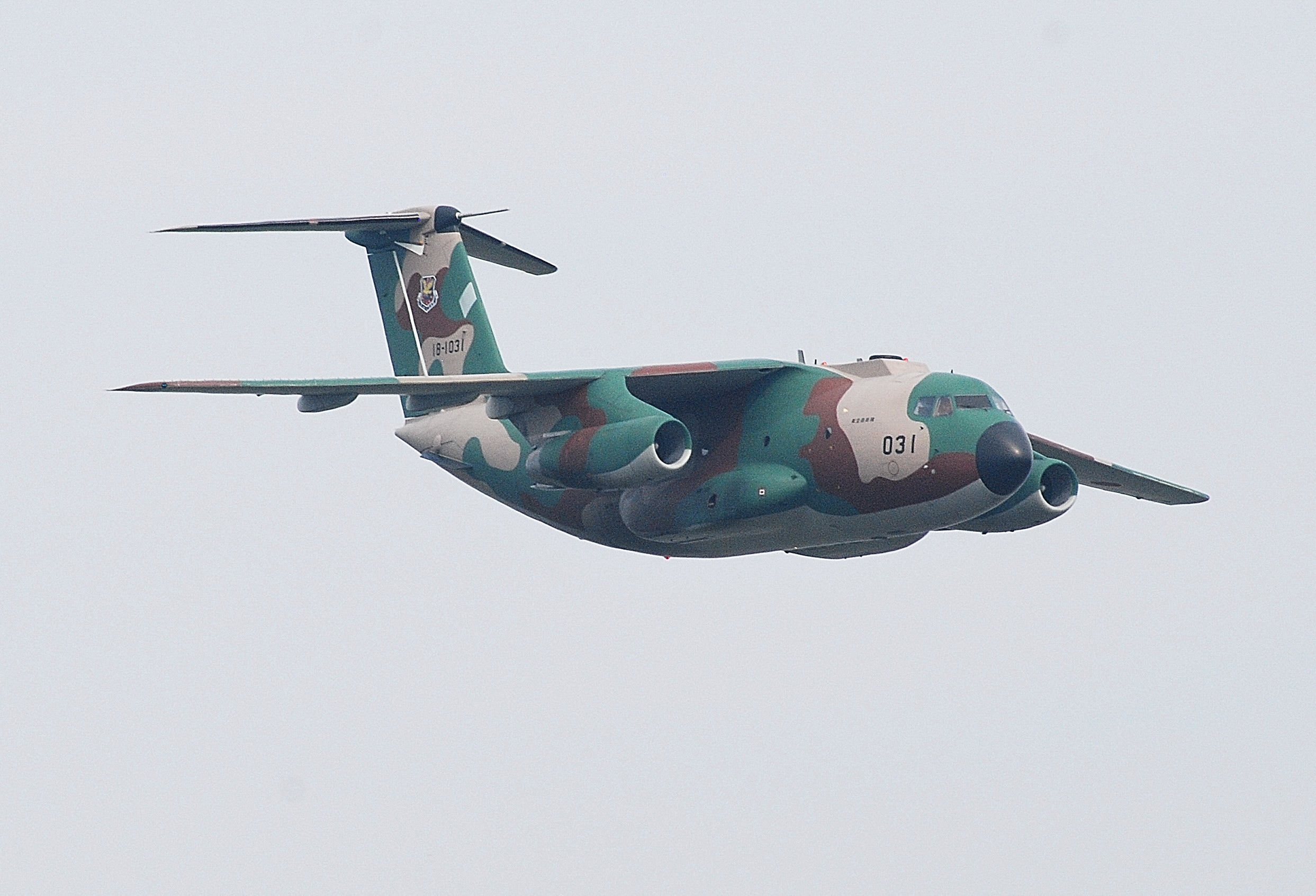
Kawasaki C-1

Chasseurs
- Mitsubishi F-1
- Mitsubishi F-2

Avions d'entraînement
- Kawasaki T-4
- Mitsubishi T-2

Avions de transport
- Kawasaki C-1.
- NAMC (en) YS-11

## Pologne
Avions d'attaque et de défense
- Mig-29 (de divers pays ex-soviétiques)

Avions d'entraînement
- PZL Orlik
- PZL Iryda

Avions de transport et de liaisons.
- PZL Wilga

## Royaume-Uni
Attaque au sol

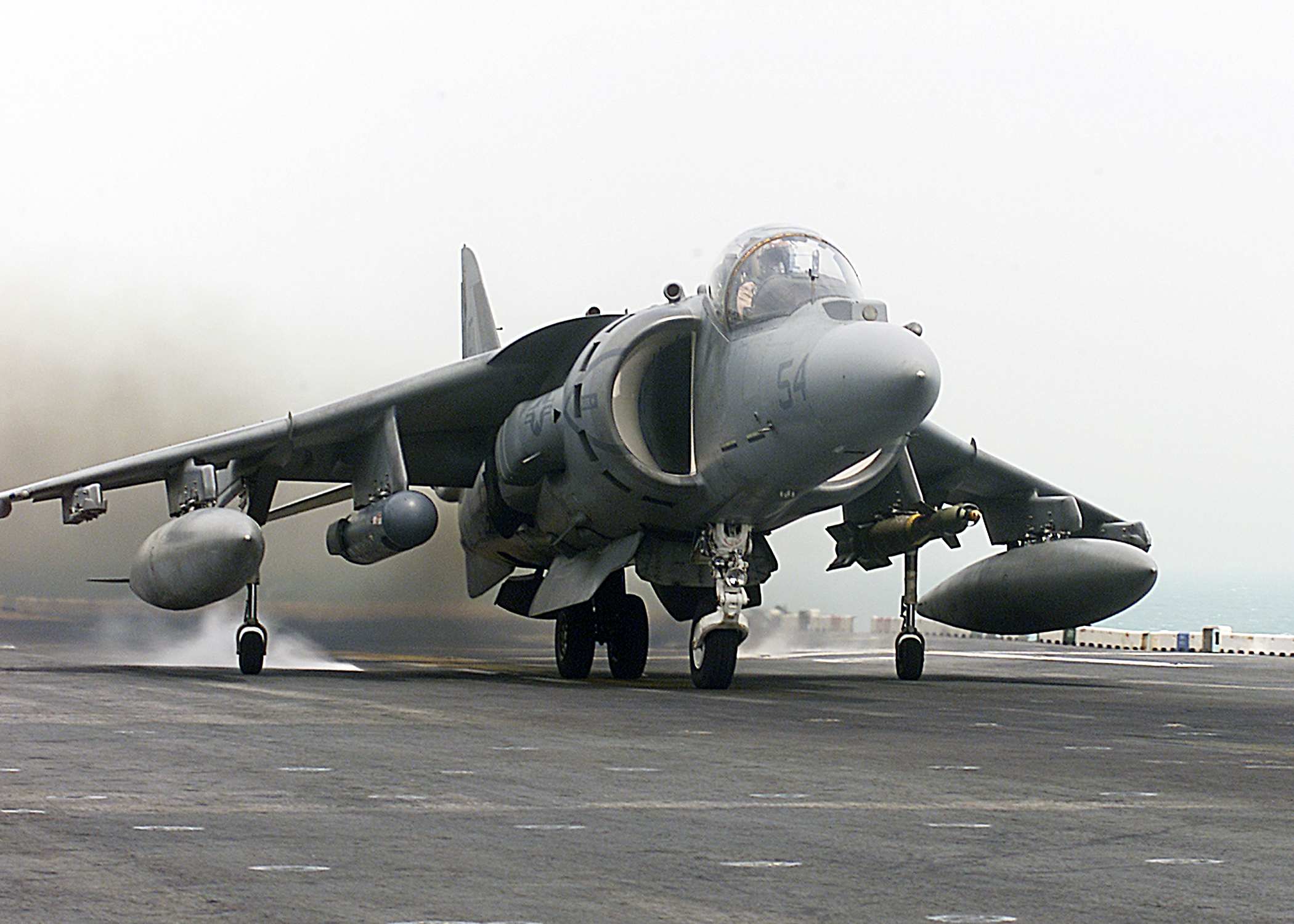
Le Harrier est un avion britannique capable de décoller verticalement

- Hawker Hunter (retiré du service en 1994)
- Hawker Siddeley Harrier (retiré du service en 2010)
- SEPECAT Jaguar (retiré du service en 2007)

Chasseurs embarqués
- Blackburn Buccaneer (retiré du service en 1995)
- BAe Sea Harrier (retiré du service en 2010)

Chasseurs
- English Electric Lightning (retiré du service en 1988)
- McDonnell-Douglas F-4 G/H Phantom II (retiré du service en 1992)
- Panavia Tornado ADV (retiré du service en 2018)

Bombardiers
- Handley Page Victor (retiré du service en 1993)
- Avro Vulcan (retiré du service en 1984)
- Vickers Valiant (retiré du service en 1965)

Avion d'entraînement
- BAC Strikemaster
- Hawker Hunter
- BAe Hawk

Avion de patrouille maritime
- Avro 696 Shackleton
- Hawker Siddeley Nimrod

Avion de transport
- Lockheed Martin C-130J Super Hercules
- Airbus A400M Atlas

## URSS et Russie
Attaque au sol

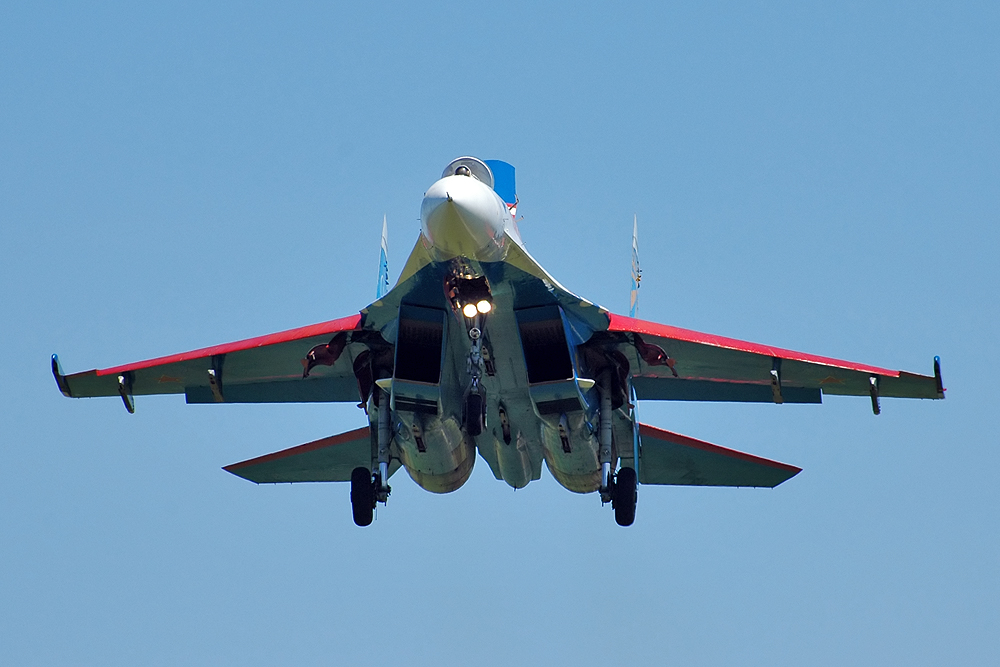
Su-27 Flanker

- Mikoyan Gourevitch MiG-27 Flogger (retiré du service dans les années 1990)
- Soukhoï Su-17 Fitter (retiré du service en 1998)
- Soukhoï Su-25 Frogfoot

Prototypes
- Soukhoï Su-37
- Soukhoï Su-47 Berkut
- Yakovlev Yak-141 Freestyle

Chasseurs

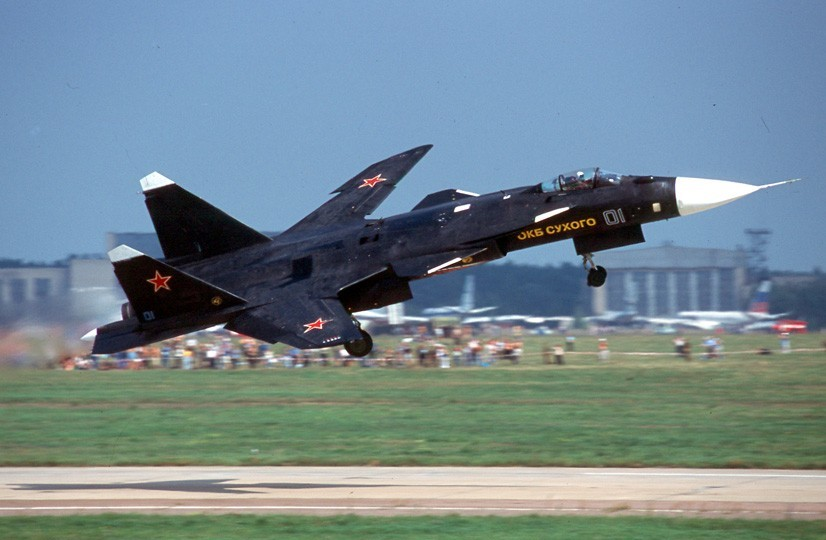
Avion expérimental : Soukhoï Su-47

- Mikoyan Gourevitch MiG-23 Flogger (retiré du service dans les années 1990)
- Mikoyan Gourevitch MiG-25 Foxbat (retiré du service en 1994)
- Mikoyan Gourevitch MiG-29 (MiG-33 et MiG-35) Fulcrum
- Mikoyan Gourevitch MiG-31 Foxhound
- Soukhoï Su-15 Flagon (retiré du service en 1996)
- Soukhoï Su-27 (Su-30 et Su-33) Flanker
- Yakovlev Yak-38 Forger (retiré du service en 1991)

Bombardiers
- Soukhoï Su-24 Fencer
- Soukhoï Su-34 Fullback
- Tupolev Tu-16 Badger (retiré du service en 1998)
- Tupolev Tu-95 et Tu-142 Bear
- Tupolev Tu-22 Blinder (retiré du service dans les années 1990)
- Tupolev Tu-22M Backfire (appelé à tort Tu-26)
- Tupolev Tu-160 Blackjack

Transport
- Iliouchine Il-76 Candid
- Antonov An-12 Cub
- Antonov An-22 Cock (retiré du service en 2024)
- Antonov An-26 Curl
- Antonov An-30 Clank
- Antonov An-70
- Antonov An-124 Condor
- Antonov An-225 Cossack

AWACS
- Iliouchine A-50 Mainstay

Poste de commandement aéroporté
- Iliouchine Il-22 Coot-B

Lutte anti-sous-marins
- Iliouchine Il-38 May

## Suède
Chasseurs

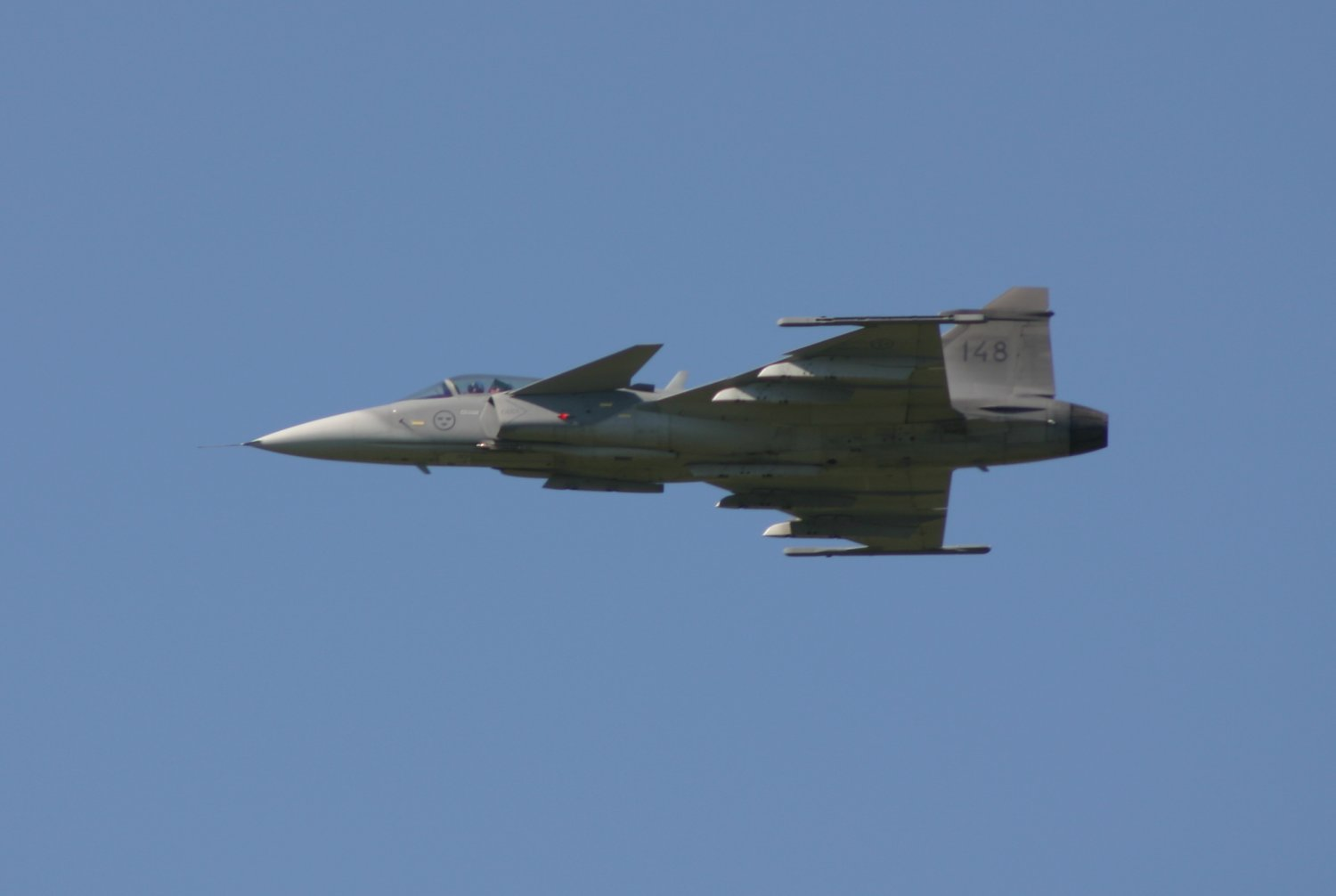
Le Gripen, un chasseur d'origine suédoise

- Saab J-35 Draken (retiré du service en 1999)
- Saab JA-37 Viggen (retiré du service en 2005)
- Saab JAS-39 Gripen A/B
- Saab JAS-39 Gripen C/D
- Saab JAS-39 Gripen E/F

Appareils d'appui feu
- Saab J 29 Tunnan (retiré du service en 1974)
- Saab 32 Lansen (retiré du service en 1998)

Appareils de veille électronique
- Saab 340 Erieye
- Saab 2000 Erieye

Appareil de transport
- Saab 340
- Saab 2000

## Suisse
Chasseurs

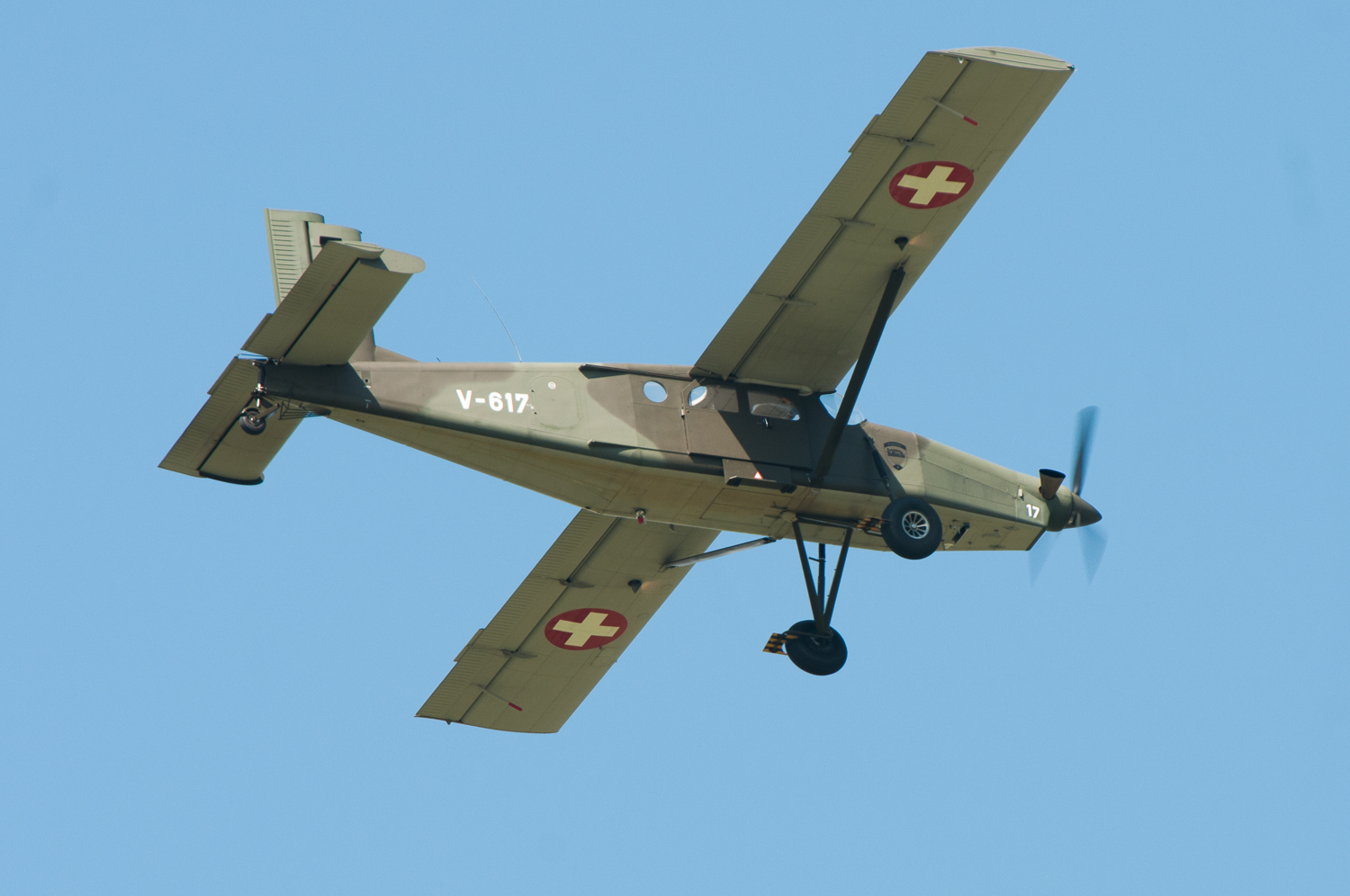
Pilatus PC-6

- Dassault Mirage IIIS (retiré du service en 1994)
- Northrop F-5 Tiger II E/F
- McDonnell-Douglas F/A-18 Hornet C/D

Prototypes
- Pilatus P6 (5 exemplaires produits)

Attaque au sol
- Hawker Hunter Mk58 (retiré du service en 1994)
- EFW C-3605 (retiré du service en 1987)

Avion de reconnaissance
- Dassault Mirage IIIRS (retiré du service en 1999)

Avion d'entraînement
- Pilatus P-2  (retiré du service en 1981)
- Pilatus P-3 (retiré du service en 1994)
- Pilatus PC-7
- Pilatus PC-9
- Hawker Hawk (retiré du service en 2002)

Avions de transport
- Pilatus PC-6
- Pilatus PC-12

## Yougoslavie

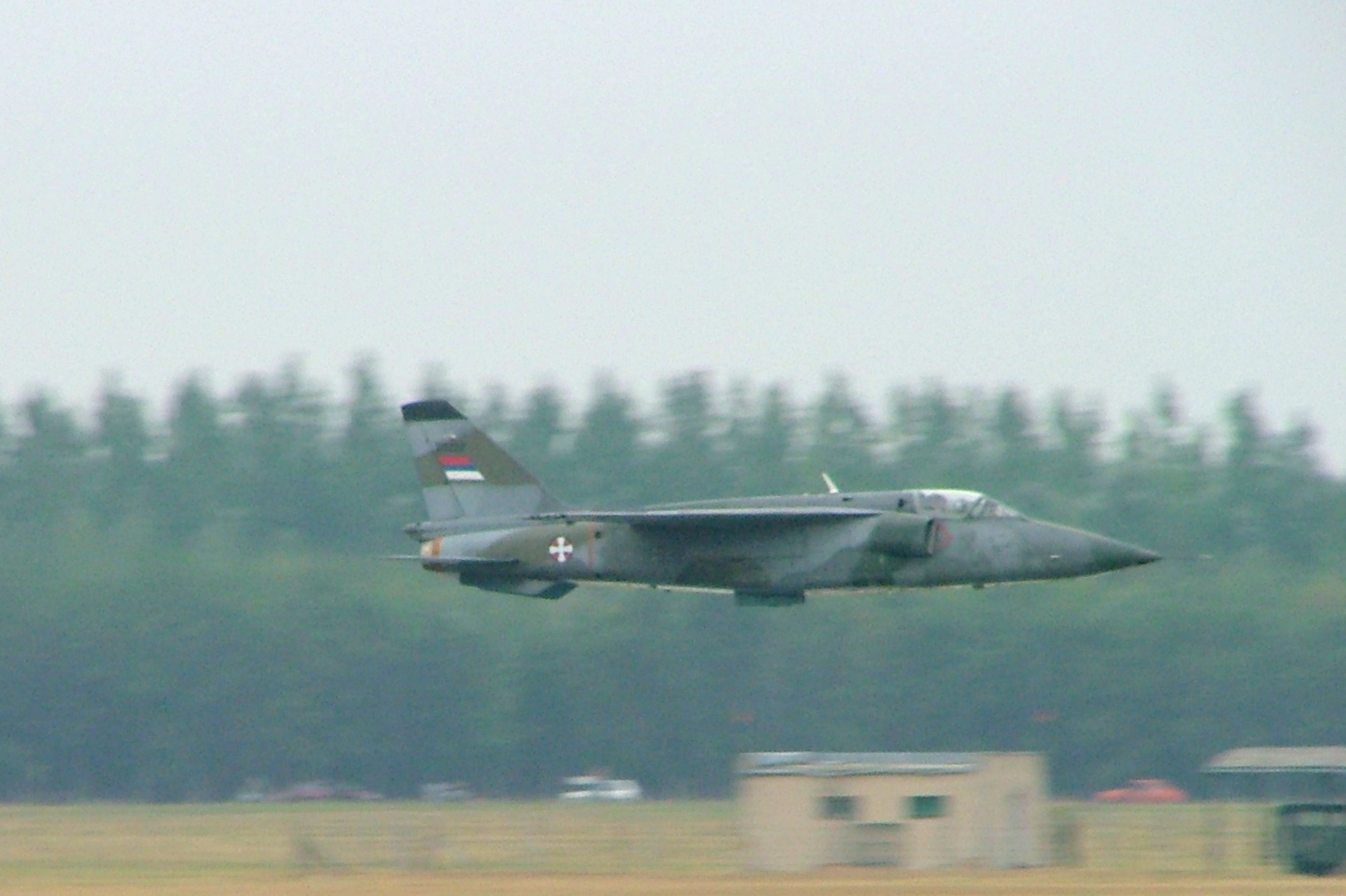
Soko J-22 Orao

Attaque au sol
- SOKO J-22 Orao

Avions d'entraînement
- SOKO G-4 Super Galeb
- UTVA type 75